# Joel Suter
Joel Suter (Frutigen, Suiza, 25 de octubre de 1998) es un ciclista suizo que milita en el equipo Tudor Pro Cycling Team.

## Biografía
Se inició en el ciclismo en categoría júnior con BTT.
En 2020 fichó por el equipo belga Bingoal-Wallonie Bruxelles. Tras la pandemia de la covid-19, se distinguió nada más retomar en julio al convertirse en subcampeón de Suiza en la contrarreloj sub-23, solo superado por un segundo por Alexandre Balmer. Decimoctavo en el Through Hageland el 15 de agosto, pasó al Tour de Limousin donde tomó las riendas de la clasificación general al final de la segunda etapa tras finalizar allí segundo por detrás de Fernando Gaviria. Al día siguiente, terminó a más de 2 minutos del ganador del día y fue relegado al puesto 22 de la clasificación general. Terminó la carrera siendo tercero en la última etapa.
En junio de 2022 ganó la contrarreloj del campeonato suizo en Steinmaur, en el Cantón de Zúrich.

## Palmarés
2022
- Campeonato de Suiza Contrarreloj

2023
- 1 etapa del Giro de Sicilia

## Equipos
- Akros (2018-2019)
  - Akros-Renfer SA (2018)
  - AKROS-Excelsior-Thömus (2019)
- Bingoal (2020-2021)
  - Bingoal-Wallonie Bruxelles (2020)
  - Bingoal Pauwels Sauces WB (2021)
- UAE Team Emirates (2022)
- Tudor Pro Cycling Team (2023-)